# (19982) Barbaradoore
(19982) Barbaradoore (1990 BJ) – planetoida z grupy pasa głównego asteroid okrążająca Słońce w ciągu 3 lat i 208 dni w średniej odległości 2,34 j.a. Została odkryta 22 stycznia 1990 roku w Palomar Observatory przez Eleanor Helin. Nazwa planetoidy pochodzi od Barbary Hendricks Doore (ur. 1933), kuzynki odkrywcy.